# Gudula Demmelhuber
Gudula Demmelhuber, geboren im 20. Jahrhundert, ist eine deutsche Goalballspielerin und Goldmedaillengewinnerin bei den Paralympischen Sommerspielen 1996 in Atlanta.

## Werdegang
Gudula Demmelhuber ist stark sehbehindert. Trotz dieses Handicaps wollte sie auf intensive sportliche Betätigung nicht verzichten. Da sie Sport am liebsten in Gemeinschaft mit anderen Sehbehinderten ausüben wollte, wählte sie als Sportart das Goalballspiel. Wegen ihrer ausgezeichneten Leistungen wurde sie in die deutsche Nationalmannschaft berufen. Mit der Nationalmannschaft nahm sie an den Paralympischen Sommerspielen 1996 in Atlanta teil. Mit ihr erreichte das deutsche Goalballteam das Endspiel, in dem sie auf die finnische Mannschaft traf. Die deutsche Mannschaft in der Besetzung Gudula Demmelhuber, Martina Bethke, Edda Ewert, Cornelia Dietz, Christine Krause und Christel Bettinger besiegte in diesem Endspiel Finnland und wurde damit Olympiasieger und Gewinner einer Goldmedaille.
Für diesen Erfolg wurden sie und die deutsche Frauengoalballmannschaft vom Bundespräsidenten mit dem Silbernen Lorbeerblatt ausgezeichnet.